# 1959-es magyar birkózóbajnokság
Az 1959-es magyar birkózóbajnokság az ötvenkettedik magyar bajnokság volt. A kötöttfogású bajnokságot december 13-án rendezték meg Budapesten, a Nemzeti Sportcsarnokban, a szabadfogású bajnokságot pedig július 26-án Budapesten, a Tüzér utcai csarnokban.

## Eredmények

### Férfi kötöttfogás
| Versenyszám  | Arany                       | Arany | Ezüst                         | Ezüst | Bronz                              | Bronz |
| ------------ | --------------------------- | ----- | ----------------------------- | ----- | ---------------------------------- | ----- |
| Lepkesúly    | Kerekes Sándor Bp. Honvéd   |       | Módos János Szigetvári Zrínyi |       | Rádi István Kiskunfélegyházi Vasas |       |
| Légsúly      | Kunszt Lajos Vasas SC       |       | Czellér Béla Bp. Honvéd       |       | Zöldesi Imre Törekvés SE           |       |
| Pehelysúly   | Gutman József Diósgyőri VTK |       | Kellermann József Bp. Honvéd  |       | Viczek József Diósgyőri VTK        |       |
| Könnyűsúly   | Polyák Imre Újpesti Dózsa   |       | Hoffmann Géza Bp. Honvéd      |       | Müller Ferdinánd Vasas SC          |       |
| Váltósúly    | Deli József Vasas SC        |       | Zsibrita János Bp. Honvéd     |       | Tóth Gyula Bp. Honvéd              |       |
| Középsúly    | Hollósi Géza Bp. Honvéd     |       | Vatai László Ferencvárosi TC  |       | S. Tóth Imre Kecskeméti Kinizsi    |       |
| Félnehézsúly | Gurics György Bp. Honvéd    |       | Piti Péter Vasas SC           |       | Kiss Barnabás Ferencvárosi TC      |       |
| Nehézsúly    | Kozma István Vasas SC       |       | Gáspár Ferenc Ferencvárosi TC |       | Kovács János Debreceni VSC         |       |

### Férfi szabadfogás
| Versenyszám  | Arany                         | Arany | Ezüst                        | Ezüst | Bronz                           | Bronz |
| ------------ | ----------------------------- | ----- | ---------------------------- | ----- | ------------------------------- | ----- |
| Lepkesúly    | Páger Antal Bp. Honvéd        |       | Bolla Miklós Újpesti Dózsa   |       | Szabó József Ózdi Kohász        |       |
| Légsúly      | Völgyi László BVSC            |       | Varga János Abonyi KSK       |       | Kunszt Lajos Vasas SC           |       |
| Pehelysúly   | Hoffmann Géza Bp. Honvéd      |       | Kellermann József Bp. Honvéd |       | Mátraházi Csaba Ferencvárosi TC |       |
| Könnyűsúly   | Tóth Lajos Csepel SC          |       | Tóth Gyula Bp. Honvéd        |       | Villám György Szegedi VSE       |       |
| Váltósúly    | Zsibrita János Bp. Honvéd     |       | Deli József Vasas SC         |       | Rizmajer Antal MTK              |       |
| Középsúly    | Hollósi Géza Bp. Honvéd       |       | Budai Lajos Diósgyőri VTK    |       | S. Tóth Imre Kecskeméti Kinizsi |       |
| Félnehézsúly | Kiss Barbabás Ferencvárosi TC |       | Gurics György Bp. Honvéd     |       | Körbl Antal Csepel SC           |       |
| Nehézsúly    | Reznák János Ceglédi VSE      |       | Vászin Péter Debreceni VSC   |       | Hőhn József Szegedi VSE         |       |